# Édouard Vuillard

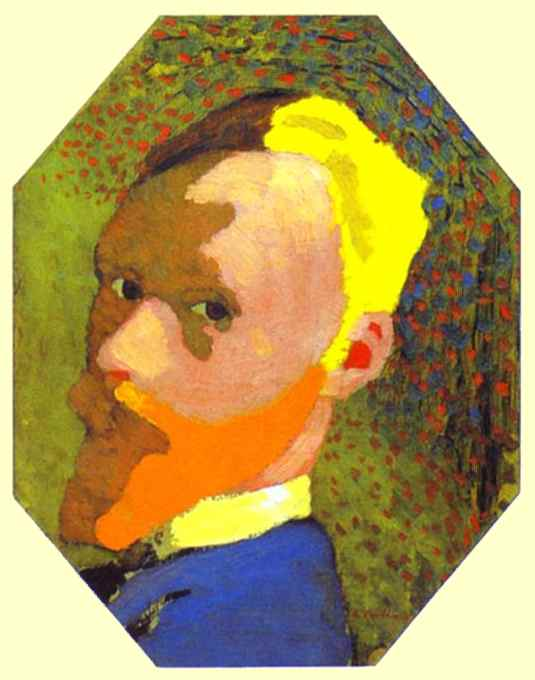
Édouard Vuillard: Autoportret, 1891

Édouard Vuillard (n. 11 noiembrie 1868, Cuiseaux, Bourgogne, Franța – d. 21 iunie 1940, Escoublac, Pays de la Loire, Franța) a fost un pictor post-impresionist francez, aparținând grupului de artiști cunoscuți cu numele Les Nabis.

## Viața și opera

### Biografie
Édouard Vuillard s-a născut la 11 noiembrie 1868 la Cuiseaux, lângă Lyon. Tatăl său, Joseph-Honoré Vuillard, a fost ofițer în armata franceză, mai târziu perceptor de impozite. Mama sa era proprietara unui magazin de lenjerie din Paris. Édouard frecventează cursurile liceului Condorcet, unde este coleg cu viitorul pictor Maurice Denis. În 1885, părăsește liceul și intră - împreună cu prietenul său apropiat Ker-Xavier Roussel - în atelierul pictorului Diogène Maillart, unde ia lecții de desen artistic. Vuillard începe de asemenea să frecventeze muzeul Louvre și se decide să se consacre unei cariere artistice. Îi admiră pe pictorii olandezi Rembrandt și Vemeer, dintre italieni pe Rafael și pe Tițian. Este fascinat de opera lui Chardin pentru liniștea carese revarsă din picturile sale.
În luna martie 1886, se înscrie în Academia Julian în clasa profesorului Tony Robert-Feury, iar în iunie 1897 este admis la Academia de Arte Frumoase din Paris în atelierul profesorului Jean-Léon Gérôme. Îl interesează pictarea tablourilor cu naturi moarte realiste și interioarele domestice. Mai târziu, Vuillard va picta de asemenea peisaje sub formă de mari panouri decorative.

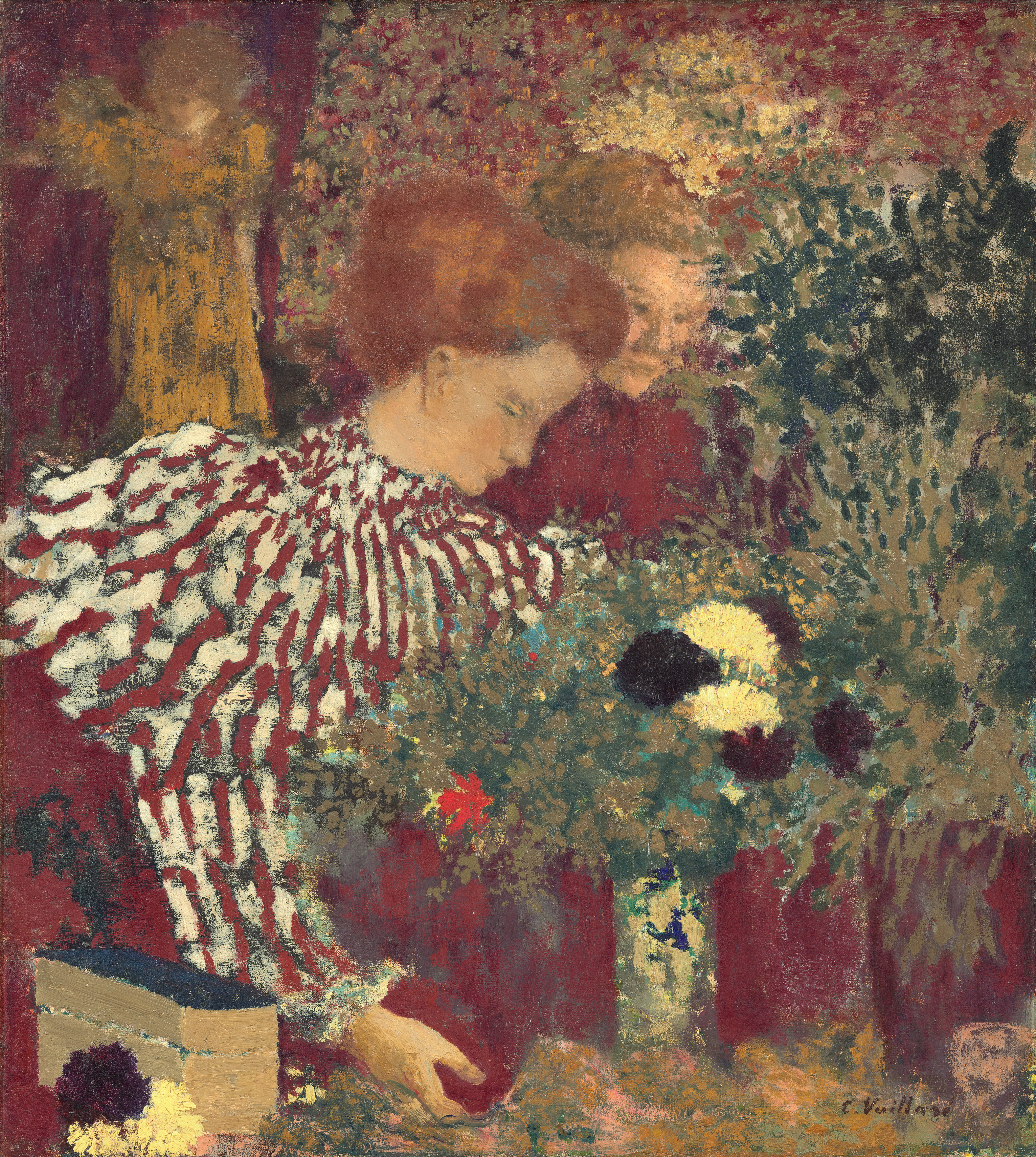
Bluza reiată, 1895 - National Gallery of Art, Washington, DC

În 1889, Maurice Denis îl convinge să se asocieze unui grup de artiști dizidenți din Academia Julian, care realizează opere impregnate de simbolism și spiritualitate, grup care se autoproclamă confreria "Les Nabis". Paul Sérusier dezvoltă în cadrul grupului metoda "sintetistă", care se bazează pe memorie și imaginație în detrimentul observației directe. Vuillard se simte mai apropiat de Pierre Bonnard și consideră creația lui Denis și pe cea a lui Sérusier prea teoretice, experimentează totuși la rândul său către anul 1890 metoda sintetisă, de care se distanțează cu timpul, revenind după o perioadă de nesiguranță la propriul stil de reproducere realistă a celor văzute.
În 1891 își organizează prima expoziție individuală în sălile clubului "La Revue Blanche". Ia parte la mișcarea teatrală de avangardă și realizează numeroase decoruri pentru reprezentațțiile de teatru. Execută și panouri murale pentru familiile Nathanson, Dr. Vasquez și pentru prințesa Martha Bibescu. Între 1912 și 1913 decorează holul teatrului "Champs Elysées". Execută picturi pentru "Palais de Chaillot" și pentru un palat din Geneva (1938). În 1938 este ales membru în " Académie des Beaux-Arts".
Édouard Vuillard moare la 21 iunie 1940 la La Baule. Este înhumat la Paris, în cimitirul Batignolles. Arta sa, dominată de o notă intimistă - "de la petite musique", cum o caracteriza el însuși - are un farmec, o prospețime și o eleganță care impresionează și astăzi.

### Opera
Membrii grupării Nabis experimentau noi tehnici plastice. În opera sa, Vuillard concretizează teoriile despre pictură, despre autonomia formei decorative, expuse de nabiști. Influențat de arta japoneză, el practică un desen elegant, sinuos și o tratare bidimensională a suprafeței, în care predomină motivul decorativ ("Flori pe un cămin la Clayes").
Scenele intimiste rămân cele mai personale creații ale sale, pictorul alege interioare în care prezintă viața de toate zilele și care se desfășoară în mediul familial ("După dejun"), aici reușind acea detașare de subiectul-pretext în favoarea unei expresii a formei și culorii pure, deși trebuie să recunoaștem și valoarea portretelor ("Portretul lui Théodore Duret").

### Galerie

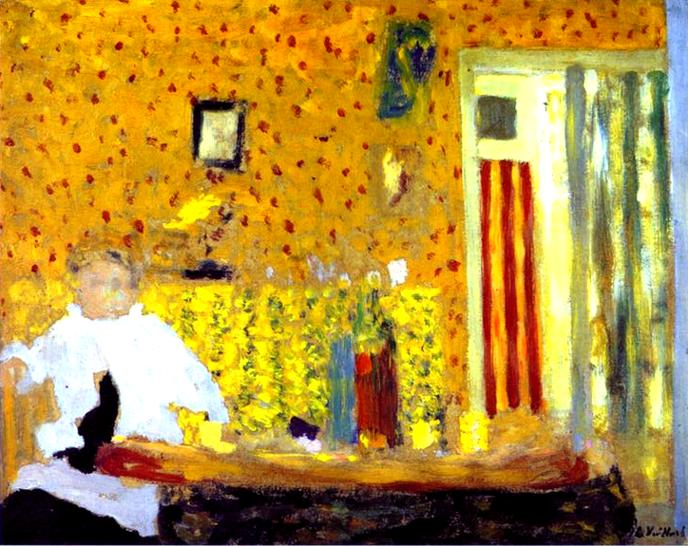
După dejun, 1900 - Musée d'Orsay, Paris
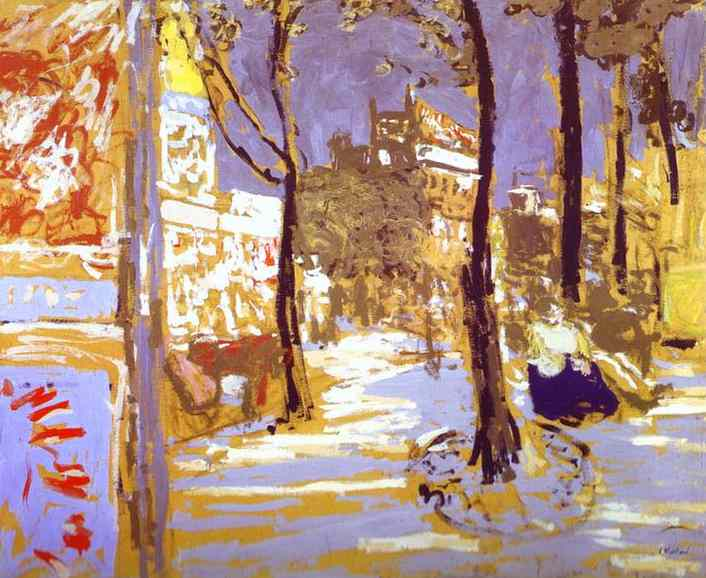
Boulevard des Battignolles, 1910 - Kunstgalerie, Hannover
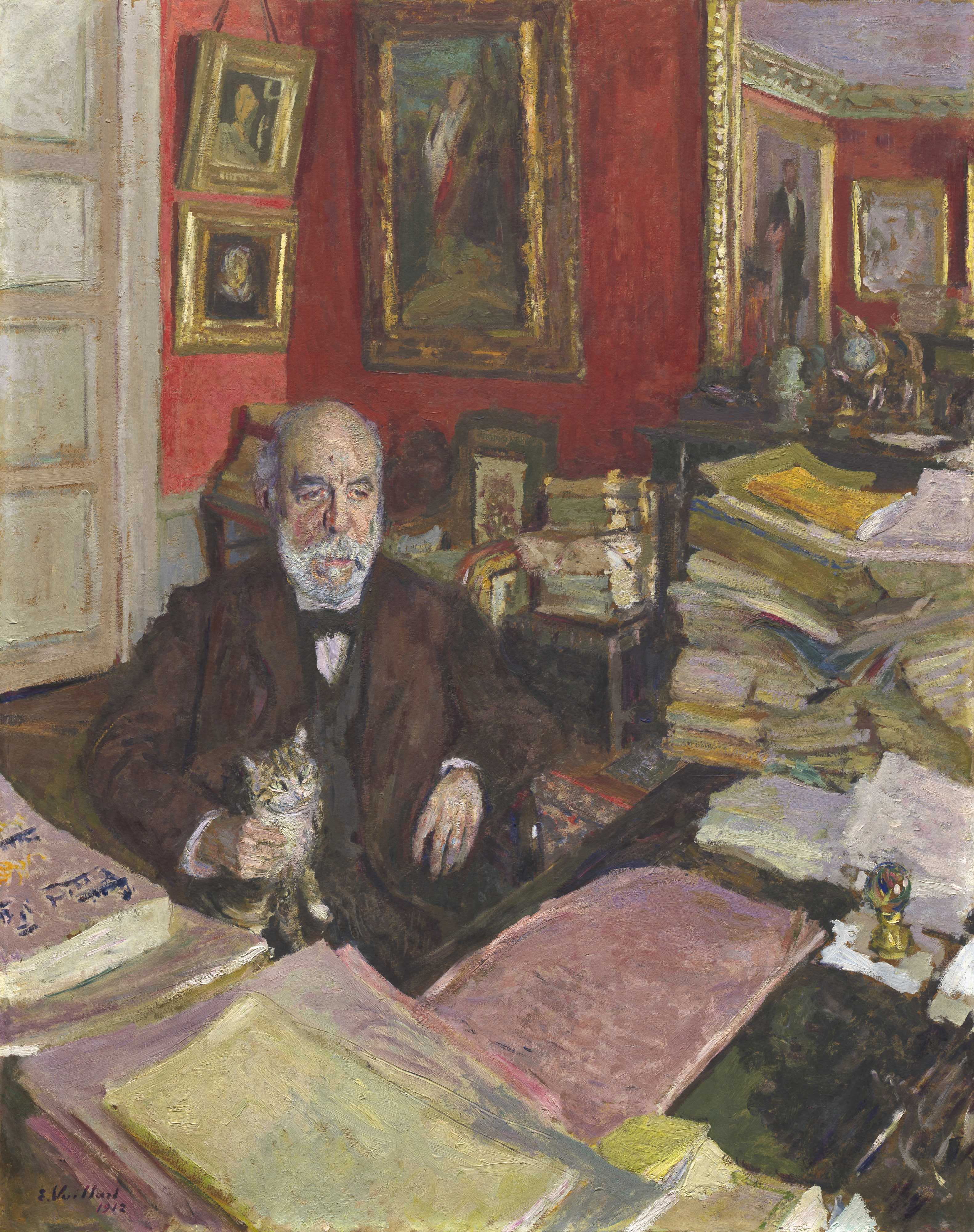
Portretul lui Théodore Duret, 1912 - National Gallery of Art, Washington, DC